# Постоялый двор шестой степени счастья
«Постоялый двор шестой степени счастья» (англ. The Inn of the Sixth Happiness) — американский фильм-драма 1958 года, снятый режиссёром Марком Робсоном. Экранизация новеллы Алана Бёрджесса «Маленькая женщина» (1957).

## Сюжет
В центре повествования судьба Гледис Эйлуорд, истинно верующей миссионерки из Англии, открывшей в Китае приют для голодных, обездоленных или просто уставших от долгой дороги. Она и представить себе не могла, что станет спасителем сотен и сотен людей от кровавой японской агрессии.

## В ролях
- Ингрид Бергман — Гледис Эйлуорд
- Курд Юргенс — капитан Лин Нан
- Роберт Донат — Мандарин
- Афин Сейлер — Дженни Лоусон
- Андре Михельсон — русский комиссар

## Производство
Первоначально планировалось, что фильм будет сниматься на острове Формоза, но съёмки сорвались, и фильм был снят в Великобритании в период с середины марта по середину июля 1958 года. Съёмки на натуре проходили в Уэльсе. Китайский город Ян Чен был воссоздан на студии Borehamwood Studios недалеко от Лондона. Песня This Old Man, которую поют в финале, стала хитом после выхода фильма на экраны. Для Роберта Доната это был последний фильм, в котором он снялся. Он умер вскоре после съёмок — 9 июня 1958 года в результате тяжелого приступа астмы, после того как незадолго до этого у него обнаружили опухоль головного мозга. Фильм также представляет собой последнюю постановку Бадди Адлера. Он умер 12 июля 1958 года. Рабочие названия фильма были следующими: «Гостиница восьмого счастья» и «Маленькая женщина». Фильм начинается со слов: «Эта история основана на жизни Глэдис Эйлворд, женщины нашего времени, которая верит в то, что мы все несем ответственность друг за друга». Глэдис Эйлуорд (1902—1970), история жизни которой показана в фильме, была очень расстроена неточностью фильма, поэтому она дистанцировалась от участия в фильме. Например, она оценила типичные для Голливуда любовные сцены как порочащие её репутацию. Журнал Los Angeles Herald Express пишет, что Эйлворд назвала фильм «сплошной ложью» и заявила, что студия не представила ей готовый сценарий. Она была возмущена тем, что её имя было использовано без её разрешения и теперь связано с этой злой женщиной (под которой она подразумевала Ингрид Бергман не только в её роли). В этом смысле она, вероятно, имела в виду скандал, разразившийся, когда Бергман оставила своего мужа и дочь ради итальянского режиссера Роберто Росселлини. Несмотря на то, что Эйлворд якобы написала студии несколько писем протеста, нет никаких доказательств того, что она когда-либо подавала на неё в суд. Женщина, почитаемая в Китае как национальная героиня, открыла детский дом на Тайване в 1958 году, которым она управляла до своей смерти в 1970 году.

## Критика и признание
Фильм занял второе место в британском прокате 1959 года. Героиня Ингрид Бергман неоднократно попадала в список номинантов 100 лучших героев и злодеев по версии AFI.
Ингрид Бергман и Курд Юргенс были номинированы на премии «Золотой глобус» и БАФТА как лучшие актриса и актёр года. Марк Робсон получил номинацию на «Оскар» в режиссёрской категории. Голливудская ассоциация иностранной прессы вручила картине спецприз за лучший фильм, пропагандирующий мировое взаимопонимание.
Фильм упоминается в известном романе Джона Апдайка «Иствикские вдовы», а также в романе "Кролик, беги".

На съёмках фильма в Уэльсе